# Gottorp-Skolen
Gottorp-Skolen er en dansk folkeskole i bydelen Frederiksberg i det vestlige Slesvig by. Skolen blev oprettet som dansksproget kommuneskole i 1946, men blev tre år senere omdannet til privatskole under Dansk Skoleforening for Sydslesvig. Gottorp-Skolen er dermed en af 48 danske skoler i Sydslesvig, som retter sig primært mod børn fra den danske folkedel. I 1952 flyttede skolen til de nuværende bygninger på Jordbærbjerg i Frederiksberg. 
Skolen har cirka 150 elever og 30 medarbejdere. Skolen har sit navn fra den nærliggende Gottorp Slot. Ved siden af skolen ligger Gottorp-Skolens Børnehave.